# 埃米爾達

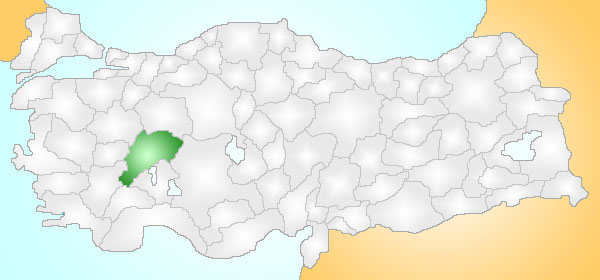

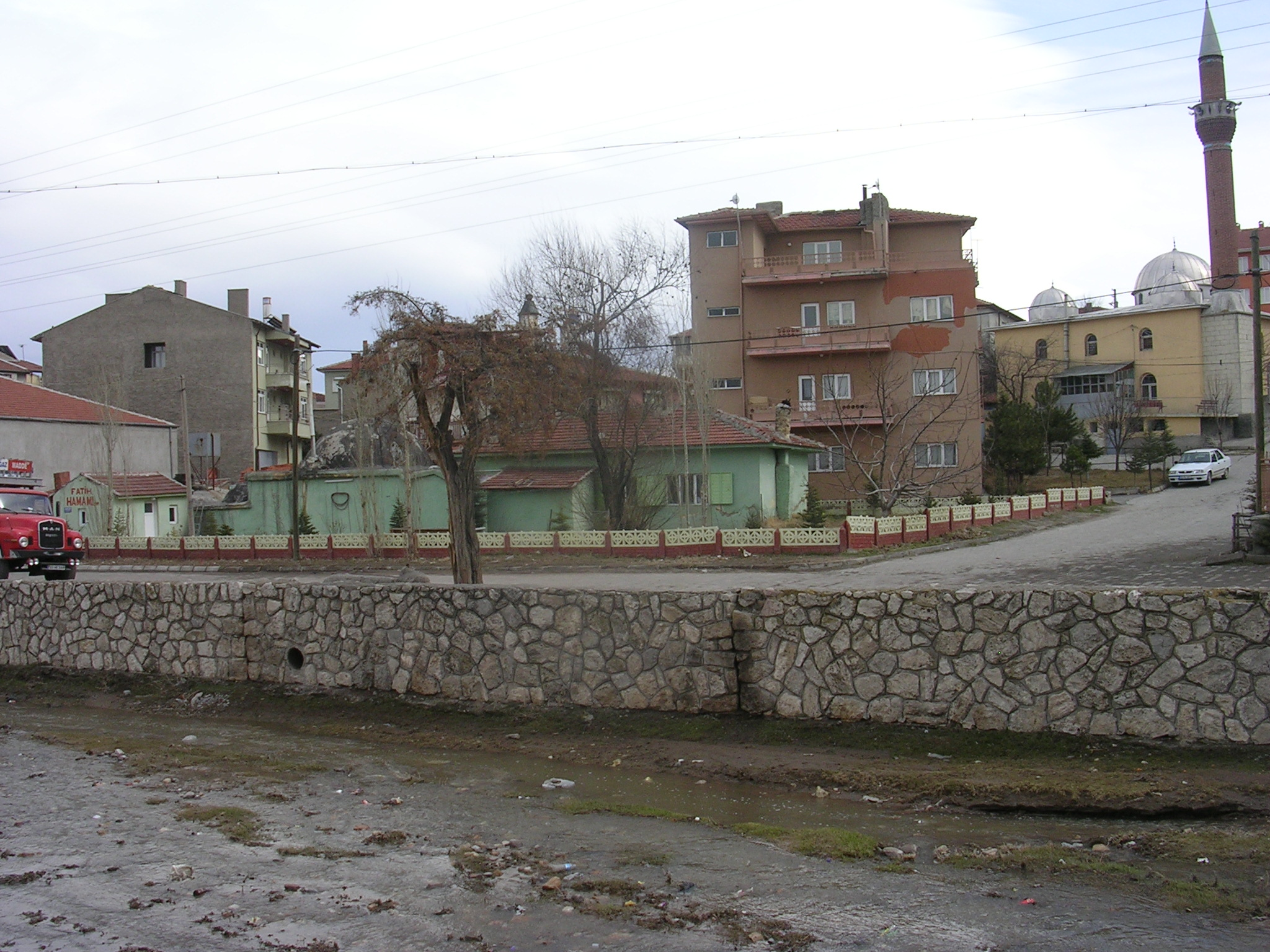
Emirdağ

埃米爾達是土耳其的城鎮，由阿菲永卡拉希薩爾省負責管轄，位於該國西部，距離首府阿菲永卡拉希薩爾73公里，面積2,048平方公里，海拔高度1,100米，2010年人口19,991。

## 外部連結
- Christopher S. Lightfoot, Trade and Industry in Byzantine Anatolia – The Evidence from Amorium, 2005 (abstract)
- Archaeological site of Amorium（页面存档备份，存于）
- Emirdağ Municipality web site （页面存档备份，存于）

39°01′N 31°09′E / 39.017°N 31.150°E